# Австрийская философия
Австрийская философия — это комплекс философских систем, а также отдельных мыслителей, связанных с Австрией и предшествующей ей Австро-Венгрии.
Своего пика и всемирно-исторического признания австрийская философия достигла в Венском кружке неопозитивизма. Венскому кружку предшествовала философия махизма, которая также развивалась в позитивистском направлении. Австрии мир обязан появлением фрейдизма (Фрейд, Адлер) и феноменологии (Брентано, Гуссерль).
Как и в Германии, языком австрийских философов был немецкий, однако, в отличие от немецких философов, австрийские в большей мере были ориентированы на эмпирическую науку (Поппер, Фейерабенд, Лоренц). Метафизические построения Больцано в этом смысле стоят в стороне от магистральной традиции австрийской философии. Выдающимся австрийским философом XX века был Витгенштейн. Задачи философии мыслились в построении метатеорий (Нейрат).
В социальной философии австрийская философия была ориентирована на эволюционное развитие (австромарксизм) и на сосуществование различных наций в одном государстве (австрославизм). На австрийской почве предпринимались попытки синтеза марксизма и фрейдизма (Райх).

## Исследования
- Черепанова Е.С. Австрийская философия как самосознание культурного региона Екатеринбург, 2000. — дисс. на соискание уч. степени д.ф.н. по специальности 09.00.03.